# Joachim Rücker

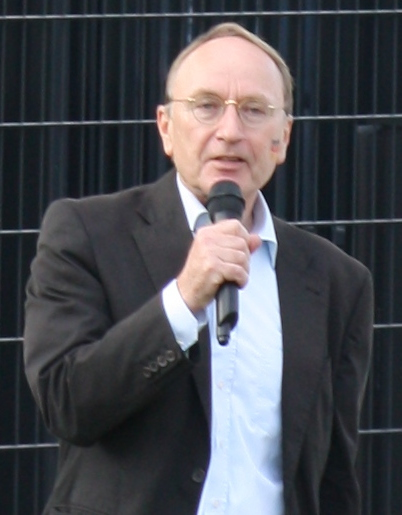
Joachim Rücker (2011)

Joachim Rücker (Schwäbisch Hall (Duitsland), 30 mei, 1951) is een Duits diplomaat.
Hij werd benoemd tot Special Representative van de Verenigde naties en Secretaris-Generaal voor Kosovo, als hoofd van de UNMIK, op 1 september 2006. Hij bekleedde deze positie tot 2008.
Ook voor deze benoeming werkte hij al in Kosovo, toen als plaatsvervangend Special Representative en hoofd van het onderdeel voor economische wederopbouw binnen de UNMIK.